# 吉爾尼基 (杜布諾區)
50°22′54″N 25°49′48″E / 50.38167°N 25.83000°E
吉爾尼基（烏克蘭語：Гірники），是烏克蘭的村落，位於該國西北部羅夫諾州，由杜布諾區負責管轄，面積0.59平方公里，海拔高度327米，2001年人口258，人口密度每平方公里439.5人。